# Langue syllabique
Une langue syllabique est, en typologie rythmique, une langue dans laquelle ce sont les syllabes qui rythment la phrase. Le français, mais aussi le finnois, le tagalog, le singhalais, l'hindi et le turc, sont des langues syllabiques. 